# هلموت فیشر
هلموت فیشر (به انگلیسی: Helmuth Fischer) (زادهٔ ۲۹ ژانویه ۱۹۱۱) شناگر اهل آلمان است.